# 马萨纳斯
马萨纳斯（西班牙語：Massanas）是西班牙加泰罗尼亚赫罗纳省的一个市镇。总面积26平方公里，总人口565人（2001年），人口密度22人/平方公里。